# Tumregel
Tumregel syftar på en regel, ett tillvägagångssätt eller ett samband som gäller ungefärligen. 

## Historia
Uttrycket finns i många språk; ursprunget är oklart, men en sannolik förklaring är att hantverkare traditionellt ibland använde sin egen tumme för att approximativt (ungefärligen) uppmäta sträckor.
En spridd myt är att uttrycket tumregel syftar på att det förr i tiden skulle ha varit tillåtet för en man att prygla sin fru med en käpp, vars bredd inte överskred en tummes tjocklek. Myten sägs ha sitt ursprung i boken Battered wives från år 1976 av den amerikanska feministen Del Martin. 

## Exempel
- Låga moln kyler och höga moln värmer jorden.
- En lutningsvinkel om {\displaystyle x} grader motsvarar en lutning på {\displaystyle 2x} procent (stämmer inom 20 % för vinklar under 50 grader).
- Människans öga kan se svaga stjärnor ner till sjätte magnituden.
- Enligt skämttidningen Blandaren kan man i avsaknad av en kompass ställa sig under en kraftledning och hålla handen i strömmens riktning. Tummen pekar då åt skogen.

## Högerhandsregeln
I elektromagnetism används högerhandsregeln som ibland felaktigt kallas för "tumregeln", för att beskriva sambandet mellan elektriska strömmar, magnetiska fält och resulterande krafter. Men det är dels ingen tumregel i ordets ungefärliga bemärkelse, utan en exakt beskrivning av de fysikaliska sambanden, och det är dessutom egentligen två skilda minnesregler. Den ena anger magnetiska flödet runt en ledare, som är strömgenomfluten; den andra visar riktningen på den kraft som uppstår på en strömgenomfluten ledare i ett magnetfält. 
Beteckningen tumregel passar illa på båda, då de som minst engagerar tre fingrar, eller i sina bättre versioner hänvisar till alla handens fingrar. I den andra visar då fingrarna magnetfältets flödesriktning, tummen visar strömmens riktning och handflatan visar den resulterande kraften. Det finns även en motsvarande vänsterhandsregel som istället visar induktionseffekterna, det vill säga EMK som funktion av ett objekts rörelse i ett magnetiskt fält. 